# Lionello Manfredonia
Lionello Manfredonia (* 27. listopadu 1956, Řím, Itálie) je bývalý italský fotbalový záložník.
Svou fotbalovou kariéru začal již od mládí v Laziu. První utkání v nejvyšší lize odehrál v roce 1975. V roce 1980 byl zapleten do skandálu Totonero. Byl mu udělen trest na tři a půl roků bez fotbalu. Po úspěšném MS 1982, kdy národní tým Itálie získal zlatou medaili, získal on i další amnestii. Za Lazio hrál do roku 1985 a celkem odehrál 234 utkání. V roce 1985 jej koupil Juventus a tady získal v sezoně 1985/86 svůj jediný titul. Po dvou letech odešel za 3 miliardy lir do Říma. To se nelíbilo fanouškům vlků, protože již hrál za rivala z Lazia. Za vlky nakonec odehrál celkem 94 utkání za tři sezony. Posledním zápasem jeho kariéry bylo ligové utkání proti Boloni (0:0) 30. prosince 1989. V páté minutě hry se zhroutil na zem kvůli srdeční zástavě. První, kdo u něj byl, byl protihráč Bruno Giordano. Poté mu masér týmu vytáhl jazyk a lékaři mu provedli masáž srdce a defibrilaci. Byl naléhavě transportován do nemocnice, kde se po dvou dnech probudil z kómatu. I přes jeho ochotu vrátit se ke hře, Institut medicíny a vědy pro CONI mu odepřel způsobilost.
Za reprezentaci odehrál čtyři zápasy. Byl na MS 1978, ale neodehrál tam žádný zápas.
Po fotbalové kariéře zůstal u fotbalu jako sportovní manažer. Byl v Cosenze, Cagliari, Vicenze a Ascoli.

## Hráčská statistika
| Sezóna  | Klub     | Liga    | Liga   | Liga | Ligové poháry | Ligové poháry | Ligové poháry | Kontinentální poháry | Kontinentální poháry | Kontinentální poháry | Celkem | Celkem |
| Sezóna  | Klub     | Soutěž  | Zápasy | Góly | Soutěž        | Zápasy        | Góly          | Soutěž               | Zápasy               | Góly                 | Zápasy | Góly   |
| ------- | -------- | ------- | ------ | ---- | ------------- | ------------- | ------------- | -------------------- | -------------------- | -------------------- | ------ | ------ |
| 1975/76 | Lazio    | Serie A | 5      | 0    | IP            | 0             | 0             | UEFA                 | 1                    | 0                    | 6      | 0      |
| 1976/77 | Lazio    | Serie A | 29     | 0    | IP            | 1             | 0             | -                    | 0                    | 0                    | 30     | 0      |
| 1977/78 | Lazio    | Serie A | 29     | 0    | IP            | 4             | 0             | UEFA                 | 4                    | 0                    | 37     | 0      |
| 1978/79 | Lazio    | Serie A | 28     | 0    | IP            | 6             | 1             | -                    | 0                    | 0                    | 34     | 1      |
| 1979/80 | Lazio    | Serie A | 21     | 0    | IP            | 5             | 1             | -                    | 0                    | 0                    | 26     | 1      |
| 1982/83 | Lazio    | Serie B | 36     | 4    | IP            | 2             | 0             | -                    | 0                    | 0                    | 38     | 4      |
| 1983/84 | Lazio    | Serie A | 26     | 6    | IP            | 5             | 0             | -                    | 0                    | 0                    | 31     | 4      |
| 1984/85 | Lazio    | Serie A | 27     | 0    | IP            | 5             | 0             | -                    | 0                    | 0                    | 32     | 0      |
| 1985/86 | Juventus | Serie A | 23     | 0    | IP            | 6             | 1             | PMEZ+Int.P           | 6+1                  | 0                    | 36     | 1      |
| 1986/87 | Juventus | Serie A | 28     | 7    | IP            | 9             | 2             | PMEZ                 | 4                    | 0                    | 41     | 9      |
| 1987/88 | Řím      | Serie A | 28     | 3    | IP            | 7             | 2             | -                    | 0                    | 0                    | 35     | 5      |
| 1988/89 | Řím      | Serie A | 30     | 1    | IP            | 8             | 0             | UEFA                 | 4                    | 0                    | 42     | 1      |
| 1989/90 | Řím      | Serie A | 15     | 0    | IP            | 2             | 0             | -                    | 0                    | 0                    | 17     | 0      |
| Celkem  | Celkem   | Celkem  | 325    | 19   | -             | 60            | 7             | -                    | 20                   | 0                    | 405    | 26     |

## Hráčské úspěchy

### Klubové
- 1× vítěz italské ligy (1985/86)
- 1x vítěz interkontinentálního poháru (1985)

### Reprezentační
- 1× na MS (1978)
- 1× na ME U21 (1978)